# Miraflores (stacja kolejowa)
Miraflores (hiszp. Estación de Miraflores) – stacja kolejowa w Saragossie, w prowincji Saragossa we wspólnocie autonomicznej Aragonia, w Hiszpanii. Jest obsługiwana przez pociągi Cercanías Zaragoza. Znajduje się ona w dzielnicy Las Fuentes, obok Pabellón Príncipe Felipe i wydziału weterynarii uniwersytety w Saragossie. Obecny dworzec został zbudowany na terenie dawnego dworca kolejowego i został otwarty w dniu 11 czerwca 2008 roku. Teraz jest to stacja końcowa linii C-1.